# Gewerkschaftshaus Dresden

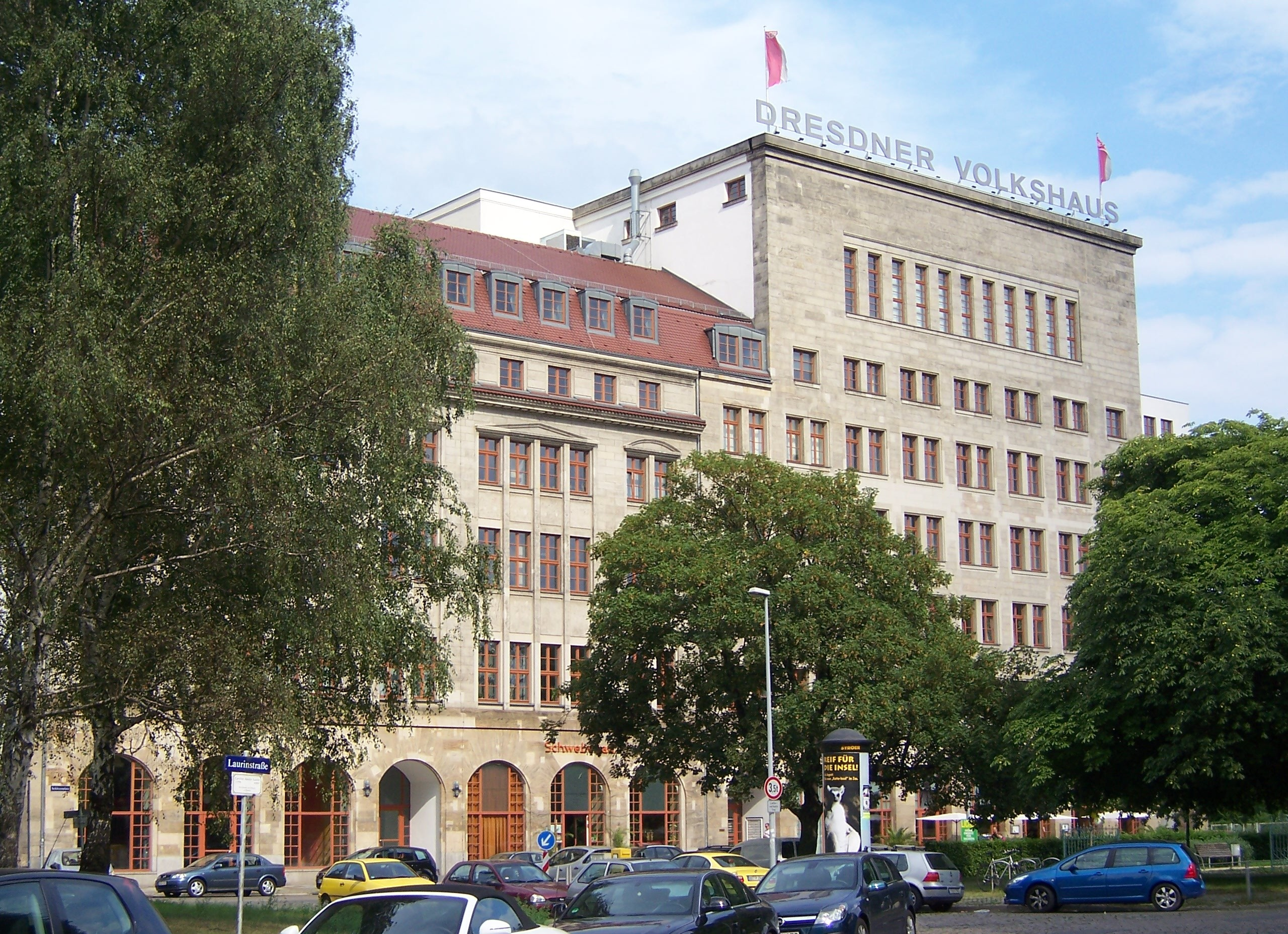
Gewerkschaftshaus Dresden (rechts, links das Volkshaus von 1915)

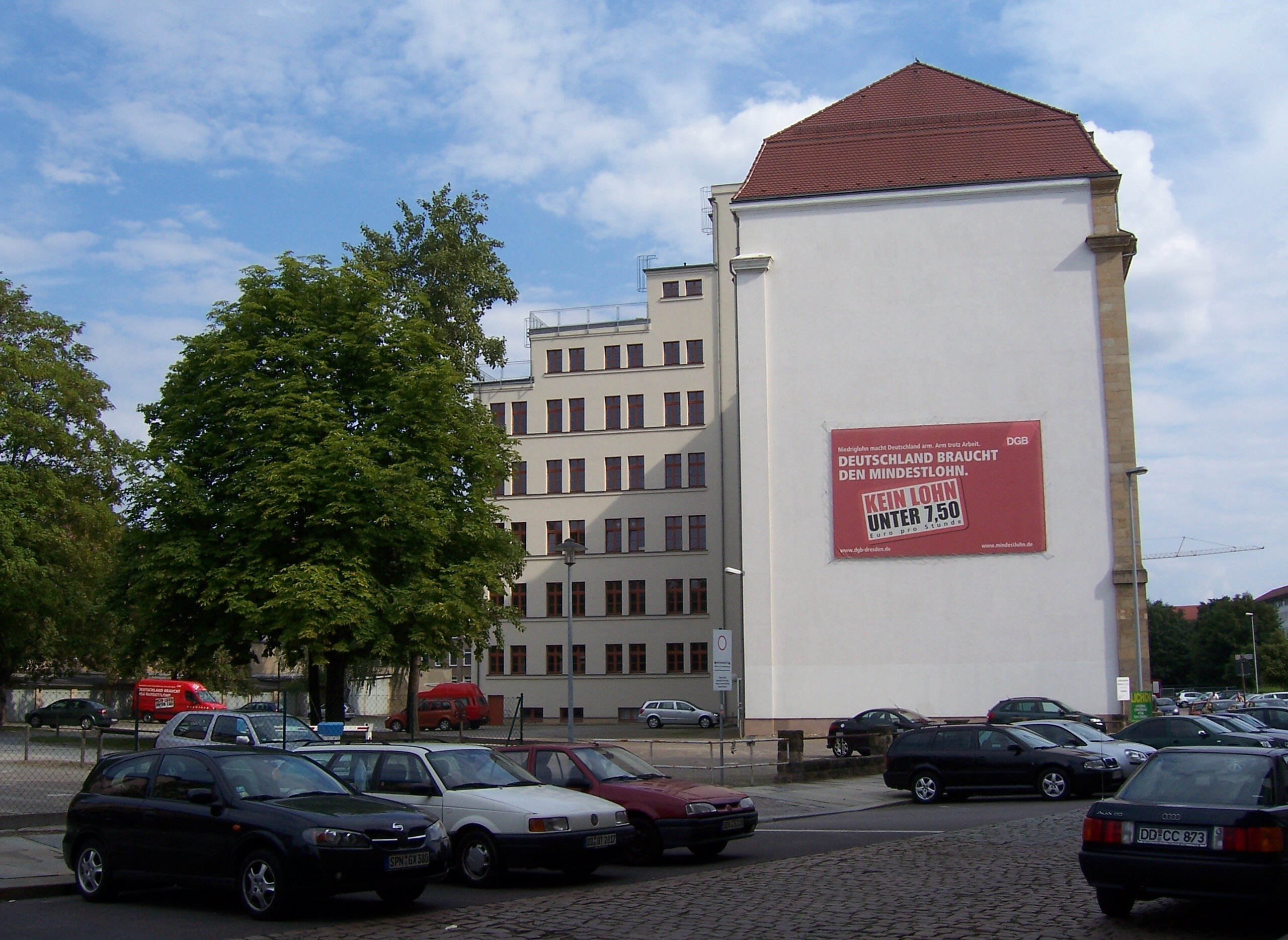
Gewerkschaftshaus Dresden, Seitenansicht

Das Gewerkschaftshaus Dresden am Schützenplatz 14 in der Wilsdruffer Vorstadt Dresdens besteht aus zwei Gebäuden: Dies ist zum einen das westlich gelegene Volkshaus von 1915 (auch als Dresdner Volkshaus bezeichnet) und das westlich gelegene sogenannte Hochhaus von 1929. Beide Gebäude werden gemeinsam genutzt und sind ein heute unter Denkmalschutz stehendes Gebäudeensemble. Sie sind traditioneller Sitz der Gewerkschaften in Dresden.

## Hochhaus von 1929
Das von Carl Fritz Richter von 1929 bis 1930 errichtete Gewerkschaftshaus ist ein „blockartiger voluminöse[r] Anbau mit einer turmartigen Erhöhung im nüchternen Stil der Neuen Sachlichkeit“. Der siebengeschossige Stahlbetonbau wurde an ein 1915 bis 1916 errichtetes Volkshaus angebaut. Der Vergleich zwischen dem Gewerkschaftshaus aus den Jahren 1915/16 und dem in den Jahren 1929/30 erfolgten Anbau zeigt einen „Übergang vom Historismus in die Moderne des frühen 20. Jahrhunderts unter Weglassung von angedeuteten Spiegelfeldern, Fensterverdachungen und Simsen“.

## Jüngere Vergangenheit
Im Jahr 2006 wurde das Gebäude zusammen mit den Gewerkschaftshäusern in Leipzig, Zwickau, Bautzen, Chemnitz, Magdeburg, Jena und Suhl an die Cerberus Capital Management verkauft. Das Gewerkschaftshaus Dresden wurde im Juni 2012 von der Igemet, der immobilienwirtschaftlichen Vermögensverwaltung der IG Metall, für die Gewerkschaften zurückgekauft.